# Noyelles-lès-Vermelles
Noyelles-lès-Vermelles är en kommun i departementet Pas-de-Calais i regionen Hauts-de-France i norra Frankrike. Kommunen ligger i kantonen Cambrin som tillhör arrondissementet Béthune. År 2022 hade Noyelles-lès-Vermelles 2 278 invånare.

## Befolkningsutveckling
Antalet invånare i kommunen Noyelles-lès-Vermelles
| Referens: INSEE |